# الحرب (أغنية)
الحرب (بالإنجليزية: War) أغنية من عصر الثقافة المضادة counterculture era في الستينات كتبها نورمان ويتفيلد وباريت سترونج لشركة موتاون للتسجيلات في عام 1969. أنتج ويتفيلد الأغنية لأول مرة ليغنيها فريق التيمبتيشنز The Temptations، وهي أغنية واضحة لمناهضة حرب فيتنام.
بدأت شركة موتاون في تلقي طلبات متكررة لإصدار الأغنية كأغنية فردية لكثير من المغنيين. أعاد ويتفيلد تسجيل الأغنية مع إدوين ستار Edwin Starr، كما حجب النسخة الأصلية لفريق التيمبتيشنز، من الصدور كأغنية فردية حتى لا ينفر معجبين الفريق الأكثر تحفظا.
احتلت نسخة إدوين ستار قمة قائمة الهوت بيلبورد في عام 1970، وهي ليست فقط التسجيل الأكثر نجاحًا وشهرة في حياته المهنية، ولكنها أيضًا واحدة من أكثر الأغاني الاحتجاجية شهرة على الإطلاق. كانت واحدة من 161 أغنية في قائمة عدم التشغيل الصادرة عن كلير تشانيل Clear Channel عقب أحداث 11 سبتمبر 2001.
كانت نسخة «الحرب» لفريق التمبتيشانز أقل حدة من نسخة إدوين ستار، يقوم ويليامز وإدواردز بإيصال رسالة الأغنية المناهضة للحرب والمؤيدة للسلام عبر مسار موسيقي تم تجريده، حيث قام مغني الباس ملفين فرانكلين بترديد ما يشبه خطوات المجنّدين  المتكرر مثل (هوب، هوب، 1، 2) في الخلفية.
طاقم غناء التيمبتيشانز
- بول ويليامز ودينيس إدواردز: غناء رئيسي
- دينيس إدواردز، وميلفن فرانكلين، وبول ويليامز، وإدي كندريكس، وأوتيس ويليامز: غناء في الخلفية[6]

- الإخوة فونك:  العزف

## نسخة إدوين ستار
أصبح إدوين ستار من فنانين موتاون في عام 1968، ولم يكن لإدوين ستار سوى نجاح واحد كبير مع أغنية «خمسة وعشرين ميل» التي حققت نجاحًا كبيرًا. سمع ستار عن الصراع الدائر حول ما إذا كان سيتم إصدار «الحرب» أم لا، وتقدم ستار وتطوع لإعادة تسجيلها. أعاد ويتفيلد تأليف الأغنية لتتناسب مع الصرخات المعتادة في موسيقى السول المتأثرة بجيمس براون. كانت نسخة ستار الفردية من «الحرب» دراماتيكية ومكثفة، تصور الغضب العام والاستياء الذي شعرت به الحركة المناهضة للحرب تجاه الحرب في فيتنام، على عكس نسخة التيمبتيشانز الهادئة.
عند إصدار «الحرب» في يونيو 1970، أصبحت نجاحًا هائلاً، واحتلت المركز الأول على قائمة بيلبورد للأغاني الفردية لمدة ثلاثة أسابيع، في أغسطس وسبتمبر 1970.
حصلت الأغنية على جائزة الأسطوانة الفضية في المملكة المتحدة.
ترشح إدوين ستار لجائزة الجرامي عام 1971، وفي عام 1999، تم إدخال نسخة ستار للأغنية في قاعة مشاهير جرامي.
قام توني بلير رئيس وزراء المملكة المتحدة بتكوين فريق غنائي بريطاني أثناء وجوده في الجامعة، اسمه «شائعات قبيحة Ugly Rumours»، واستخدم أغنية إدوين ستار «الحرب» كأساس لأغنية صعدت في القوائم البريطانية إلى المركز 21 عام 2007.

## نسخة بروس سبرينغستين
قام المغني الأمريكي بروس سبرينغستين وفرقته «إي ستريت باند E Street Band» بأداء أغنية «الحرب» أثناء عروضهم الحية على المسارح في عام 1985، وأضيف إلى القائمة المحددة الدائمة لعروضه. كان سبرينغستين ومديره جون لانداو يبحثون عن أسلوب مختلف لتقديم عرض في مدرج لوس أنجلوس التذكاري، واقترح لانداو لعب «الحرب»، كان قد اقترح نفس الاقتراح قبل عام، كاحتجاج ضد السياسة الخارجية لإدارة ريغان في أمريكا الوسطى وأماكن أخرى، لكن الفرقة لم تتمكن من التوصل إلى توزيع مناسب، ولكن هذه المرة قام سبرينغستين بكتابة كلمات الأغنية على ذراعه، واستهل الأغنية بكلمات بدون غناء تحذر بعدم الثقة العمياء في الحكومة أو القادة أو أي شيء آخر. ثم قام هو والفرقة بأداء عرضهم بأسلوب موسيقى الروك.
أصدر سبرينغستين الأغنية في 30 سبتمبر 1985 كجزء من مجموعة أغانيه لعام 1986، وحققت نجاحًا كبيرًا، حيث صعدت إلى المركز الثامن على قائمة البيلبورد، وكان الفيديو الموسيقي للأغنية عبارة عن تصوير حفل موسيقي مباشر لنفس الأداء.

## نسخ أخرى
قدم كثير من الفنانيين نسخهم من أغنية «الحرب» مثل:
فرانكي يذهب إلى هوليوود Frankie Goes to Hollywood في عام 1984، وفريق الجام The Jam عام 1982.

## وصلات خارجية
- كلمات الأغنية الكاملة على مترولايركس
- Edwin Starr, "War" – Superseventies.com
- Edwin Starr interview by Pete Lewis, 'Blues & Soul' 10/92
- Andrew Hamilton, All Music Guide review
- List of cover versions of "War" at SecondHandSongs.com
- Edwin Starr - War على يوتيوب